# Karol Ender

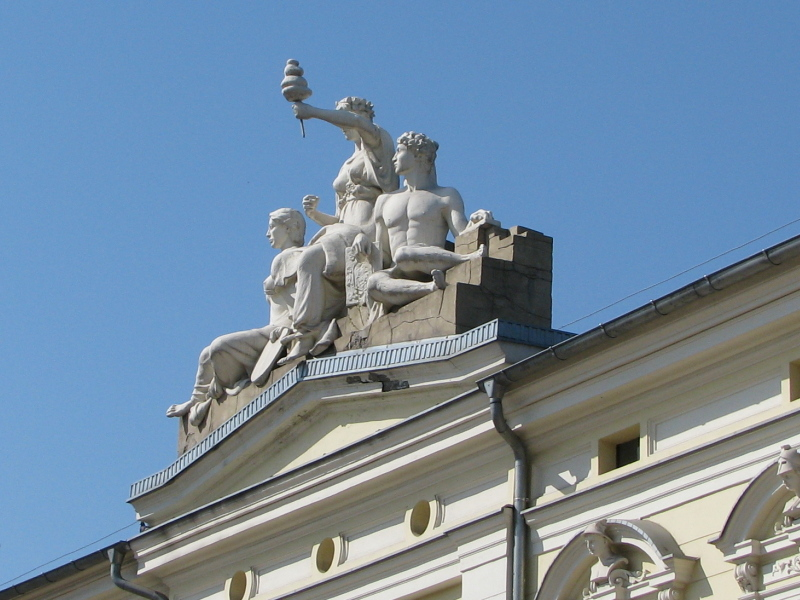
„Prządki” – rzeźba umieszczona na dawnym biurze zakładów Krusche & Ender, stała się symbolem Pabianic

Karol Ender (ur. 16 maja 1840 w Althornitz, zm. 27 grudnia 1914 w Dreźnie) – przemysłowiec pabianicki, jeden z najważniejszych twórców przemysłu włókienniczego w Pabianicach i całym regionie łódzkim. Luteranin.
Urodził się w Althornitz koło Zittau w Saksonii. Od 1858 pracował jako majster tkacki w fabryce Beniamina Krusche, a rok później został jego zięciem, mężem jego najstarszej córki – Marii Augusty. W 1872 stał się współwłaścicielem świetnie prosperującej firmy bawełnianej rodziny Krusche; dwa lata później, w 1874, firma zmieniła nazwę na „Krusche i Ender”, a w 1899 przekształciła się w spółkę akcyjną o charakterze rodzinnym, której siedziba znajdowała się w okazałym budynku przy ul. Zamkowej 3 mającą na frontonie jako ozdobę rzeźbę zatytułowaną „Prządki”. Dzięki Karolowi Enderowi firma rozwijała się pomyślnie i stała się wkrótce czwartą fabryką w branży bawełnianej w całym Królestwie Polskim.
Zmarł 1914 w Dreźnie, a pochowany został w Zittau.